# Svídnice (Rychnov nad Kněžnou-i járás)
Svídnice település Csehországban, Rychnov nad Kněžnou-i járásban. Svídnice Vrbice, Krchleby, Doudleby nad Orlicí, Kostelecké Horky és Kostelec nad Orlicí településekkel határos. Lakosainak száma 170 fő (2024. január 1.).

## Népesség
A település lakosságának változását az alábbi diagram mutatja:
| Lakosok száma | 475  | 480  | 417  | 278  | 235  | 182  | 150  | 162  | 162  | 170  |
|               | 1869 | 1890 | 1921 | 1950 | 1980 | 2001 | 2017 | 2019 | 2022 | 2024 |